# 碲酸
碲酸是化學式為Te(OH)6的化合物。它是弱酸，与强碱反应生成碲酸鹽。
碲酸可由碲或二氧化碲被雙氧水或三氧化铬氧化制备。
TeO2 + H2O2 + 2H2O → Te(OH)6
它具有较强的氧化性，但是其氧化反應在動力学上是惰性的，其标准電極電勢数据如下：
H6TeO6 + 2H+ + 2e− ⇌ TeO2 + 4H2O2 Eo = +1.02 V
在稀硫酸介质中，可使溴化氢和碘化氢氧化成单质溴和单质碘，而自身被还原成二氧化碲和碲的混合物；用二氧化硫、锌、亚铁离子、联氨等可把碲酸还原成碲。
H6TeO6 + 6HI → Te + 3I2 + 6H2O
偏碲酸，H2TeO4，硫酸的同类物，仍屬未知。
碲酸和它的鹽總是含有六配位的碲。碲酸鋇， BaTeO4，由二氧化碲和過氧化鋇反應產生，與鉬酸鋇为同晶型。
碲酸是很弱的六元酸，但通常只有2个氢容易被取代，有时也有多个氢可以被取代，如Ag3H3TeO6、Zn3TeO6。它能形成Te(OMe)6烷氧基化合物。

## 拓展閱讀
- Cotton, F. Albert; Wilkinson, Geoffrey; Murillo, Carlos A.; Bochmann, Manfred (1999). Advanced Inorganic Chemistry (6th ed.) New York:Wiley-Interscience. ISBN 0-471-19957-5.
- Lide, D. R. (ed.) (2002). CRC Handbook of Chemistry and Physics, 83rd ed., Boca Raton, FL: CRC Press.